# دشمن (فیلم ۱۹۷۹)
دشمن (ترکی استانبولی: Düşman) فیلمی در ژانر درام به کارگردانی زکی اکتن و ییلماز گونی است که در سال ۱۹۷۹ منتشر شد. از بازیگران آن می‌توان به آیتاچ آرمان اشاره کرد.